# Liste des musées d'Erevan
La liste des musées d'Erevan regroupe l'ensemble des musées de la ville d'Erevan en Arménie,,.

## Liste des musées
| Nom du musée                                                             | Année d'ouverture | Type                                                                                | Illustration |
| ------------------------------------------------------------------------ | ----------------- | ----------------------------------------------------------------------------------- | ------------ |
| Musée d'histoire de l'Arménie                                            | 1920              | musée d'histoire ou d'archéologie                                                   |              |
| Musée de l'histoire d'Erevan                                             | 1931              | musée d'histoire ou d'archéologie                                                   |              |
| Tsitsernakaberd (musée-institut du génocide arménien)                    | 1967              | musée d'histoire ou d'archéologie                                                   |              |
| Musée Erebouni                                                           | 1968              | musée d'histoire ou d'archéologie                                                   |              |
| Mère Arménie (musée militaire de Mère Arménie)                           | 1970              | musée d'histoire ou d'archéologie                                                   |              |
| Musée d'histoire de la fédération révolutionnaire arménienne             | 2007              | musée d'histoire ou d'archéologie                                                   |              |
| Galerie nationale d'Arménie                                              | 1921              | musée d'art                                                                         |              |
| musée d'art et de littérature Charents                                   | 1921              | musée d'art                                                                         |              |
| Musée Hovhannès Toumanian                                                | 1953              | musée d'art                                                                         |              |
| Matenadaran (institut Machtots de recherches sur les manuscrits anciens) | 1959              | musée d'art                                                                         |              |
| Musée d'art moderne d'Erevan                                             | 1972              | musée d'art                                                                         |              |
| Musée du travail du bois d'Arménie                                       | 1977              | musée d'art                                                                         |              |
| Musée des arts populaires Hovhannes Sharambeian                          | 1978              | musée d'art                                                                         |              |
| Musée Ervand Kotchar                                                     | 1984              | musée d'art                                                                         |              |
| Musée d'art russe d'Erevan                                               | 1984              | musée d'art                                                                         |              |
| Musée Sergueï-Paradjanov                                                 | 1988              | musée d'art consacré à Sergueï Paradjanov                                           |              |
| Musée d'art du Moyen-Orient                                              | 1993              | musée d'art                                                                         |              |
| musée-institut national d'architecture d'Erevan                          | 2002              | musée d'art                                                                         |              |
| Musée de l'université pédagogique d'État                                 | 2004              | musée d'art                                                                         |              |
| Cascade (musée d'art Cafesjian (en))                                     | 2009              | musée d'art                                                                         |              |
| Musée Komitas                                                            | 2015              | musée d'art                                                                         |              |
| Galerie Édouard Isabékian                                                | -                 | musée d'art                                                                         |              |
| Musée-institut zoologique d'Erevan                                       | 1920              | musée liée à la nature et à la biologie                                             |              |
| Musée géologique Hovhannes Karapétian                                    | 1937              | musée liée à la nature et à la biologie                                             |              |
| Musée d'État de la nature d'Arménie                                      | 1952              | musée liée à la nature et à la biologie                                             |              |
| Musée d'histoire de la médecine d'Arménie                                | 1978              | musée scientifique et technique                                                     |              |
| Musée de la médecine arménienne                                          | 1999              | musée scientifique et technique                                                     |              |
| Musée de l'espace d'Erevan                                               | 2001              | musée scientifique et technique                                                     |              |
| Musée des sciences et technologies d'Erevan                              | 2008              | musée scientifique et technique                                                     |              |
| Musée ferroviaire arménien                                               | 2009              | musée scientifique et technique                                                     |              |
| Musée des télécommunications d'Erevan                                    | 2012              | musée scientifique et technique                                                     |              |
| Musée des sciences interactives Little Einstein                          | 2015              | musée scientifique et technique                                                     |              |
| Musée Khatchatour-Abovian                                                | 1939              | maison-musée de personnalité (Khatchatour Abovian)                                  |              |
| Musée Hovhannès Toumanian                                                | 1953              | maison-musée de personnalité (Hovhannès Toumanian)                                  |              |
| Musée Alexandre Spendarian                                               | 1963              | maison-musée de personnalité (Alexandre Spendarian)                                 |              |
| Musée Avetik Issahakian                                                  | 1963              | maison-musée de personnalité (Avetik Issahakian)                                    |              |
| Musée Yéghiché Tcharents                                                 | 1963              | maison-musée de personnalité (Yéghiché Tcharents)                                   |              |
| Musée Martiros Sarian                                                    | 1967              | maison-musée de personnalité (Martiros Sarian)                                      |              |
| Musée Ara Sarkissian et Hakob Kojoyan                                    | 1973              | maison-musée de personnalité                                                        |              |
| Musée Derenik Demirchian                                                 | 1977              | maison-musée de personnalité (Derenik Demirchian)                                   |              |
| Musée Georges Grigorian                                                  | 1977              | maison-musée de personnalité (Georges Grigorian, Jotto)                             |              |
| Musée Aram-Khatchatourian                                                | 1978              | maison-musée de personnalité (Aram Khatchatourian)                                  |              |
| Musée Karen-Demirtchian                                                  | 2001              | maison-musée de personnalité (Karen Demirtchian)                                    |              |
| Musée Sylva-Kapoutikian                                                  | 2003              | maison-musée de personnalité (Sylva Kapoutikian)                                    |              |
| Musée du Général Andranik                                                | 2006              | maison-musée de personnalité (Andranik Ozanian)                                     |              |
| Musée Koryun Nikoghosyan                                                 | 2009              | maison-musée de personnalité                                                        |              |
| Musée Haroutioun Galentz                                                 | 2010              | maison-musée de personnalité (Haroutioun Galentz)                                   |              |
| Centre Aznavour                                                          | 2011              | musée de personnalité (Charles Aznavour) et centre culturel                         |              |
| Musée Fridtjof-Nansen                                                    | 2014              | musée de personnalité (Fridtjof Nansen)                                             |              |
| Centre Arthur-Tarkhanyan                                                 | 2020              | musée de personnalité (architecte Arthur Tarkhanyan) et lieu dédié à l'architecture |              |